# Weekly Shonen Jump
Weekly Shōnen Jump (Japans: 週刊少年ジャンプ Shūkan Shōnen Janpu) is een wekelijks Japans mangatijdschrift voor shonen uitgegeven door Shueisha. Het eerste exemplaar verscheen op 2 juli 1968. Het is een van de langstlopende mangatijdschriften in Japan, en heeft een oplage van 2,7 miljoen exemplaren. De hoofdstukken van de series die in Weekly Shōnen Jump lopen worden elke twee tot drie maanden gebundeld en uitgegeven in delen (tankōbons) onder het label "Jump Comics". Het tijdschrift richt zich op jonge mannelijke lezers.
Weekly Shōnen Jump heeft een zustertijdschrift getiteld Jump Square, tot stand gekomen na de val van Monthly Shōnen Jump. Ook is er nog een apart blad, Akamaru Jump, dat vier keer per jaar uitkomt en One-Shots bevat van nieuwe series.

## Series
Lijst van series die lopen in Weekly Shōnen Jump.
Er zijn 21 manga's die regelmatig (wekelijks) uitkomen.
| Titel                                                                            | Auteur                      | Debuut  |
| -------------------------------------------------------------------------------- | --------------------------- | ------- |
| Akaboshi - Ibun Suikoden (AKABOSHI -異聞水滸伝-)                                 | Amano Yoichi                | 2009-5  |
| Bakuman (バクマン.)                                                              | Tsugumi Oba, Takeshi Obata  | 2008-8  |
| Beelzebub (べるぜバブ)                                                           | Ryuuhei Tamura              | 2009-2  |
| Bleach (ブリーチ)                                                                | Tite Kubo                   | 2001-8  |
| Gintama (銀魂—ぎんたま—)                                                         | Hideaki Sorachi             | 2003-12 |
| Hoop Men (フープメン)                                                            | Yukinori Kawaguchi          | 2009-3  |
| Hunter × Hunter (ハンター×ハンター)                                              | Yoshihiro Togashi           | 1998-3  |
| Inumaru Dashi (いぬまるだしっ)                                                   | Koji Ōishi                  | 2008-8  |
| Kochira Katsushika-ku Kameari Kōen-mae Hashutsujo (こちら葛飾区亀有公園前派出所) | Osamu Akimoto               | 1976-9  |
| Kuroko no Basket (黒子のバスケ)                                                  | Tadatoshi Fujimaki          | 2008-12 |
| Medaka Box (めだかボックス)                                                      | Nisio Isin, Akira Akatsuki  | 2009-5  |
| Naruto (ナルト)                                                                  | Masashi Kishimoto           | 1999-11 |
| Nurarihyon no Mago (ぬらりひょんの孫)                                            | Hiroshi Shībashi            | 2008-3  |
| One Piece (ワンピース)                                                           | Eiichiro Oda                | 1997-7  |
| Psyren (サイレン)                                                                | Toshiaki Iwashiro           | 2007-12 |
| Pyū to Fuku! Jaguar (ピューと吹く!ジャガー)                                      | Kyosuke Usuta               | 2000-8  |
| Reborn! (家庭教師ヒットマンREBORN!)                                              | Akira Amano                 | 2004-4  |
| Sket Dance (スケット·ダンス)                                                     | Kenta Shinohara             | 2007-7  |
| To Love-Ru (To LOVEる—とらぶる—)                                                 | Saki Hasemi, Kentaro Yabuki | 2006-4  |
| Toriko (トリコ)                                                                  | Mitsutoshi Shimabukuro      | 2008-5  |

### Bekende voormalige series
| - Bobobo-bo Bo-bobo - Claymore (vier losse verhalen) - D.Gray-man (loopt verder in Jump Square) - Death Note | - Dragon Ball - JoJo's Bizarre Adventure - Shaman King - Slam Dunk | - Yu-Gi-Oh! - YuYu Hakusho |